# Рыжиково (Ярославская область)
Ры́жиково — деревня в Назаровской сельской администрации Назаровского сельского поселения Рыбинского района Ярославской области.
Деревня расположена на небольшом расстоянии к северу от автомобильной дороги Рыбинск-Шашково, к востоку от деревни Дьяковское. С другой стороны дороги на юго-запад от деревни расположено село Спас, а на юго-восток деревня Артюкино. К востоку от деревни протекает река Малая Колокша, на её противоположном, левом берегу деревня Тимново. На север от деревни находятся крупные садоводческие товарищества .
На 1 января 2007 года в посёлке не числилось постоянных жителей. Деревня обслуживается почтовым отделением в Назарово. Количество домов на почтовом сервере не указывается .